# Bolmenbanan
Bolmenbanan är ett samlingsnamn för de smalspåriga järnvägar som möttes i Bolmen, vid sjön Bolmen i nuvarande Ljungby kommun.
Spårvidden var 1067 mm. Banan byggdes först från Karlshamn till Vislanda, och med de stora skogarna vid sjön Bolmen och möjligheten att flotta timmer från orterna kring sjön Bolmen till en järnvägsort.
Idag är stora delar av sträckan cykel- och vandringsleden "Banvallsleden", emedan vissa partier cyklas på landsväg, då skog och åker ersatt banvallen. Namnet "Bolmenbanan" är inte ett formellt namn på järnvägarna utan ett samlingsnamn som använts i böcker, av arbetare, boende samt järnvägsentusiaster.
På småländska eller halländska uttalas det ofta "Bolmabanan", vilket oftast framkommer i intervjuer eller kåserande artiklar.
Järnvägarna som omfattas av begreppet är:
- Karlshamn – Wislanda Järnväg, KWJ
- Vislanda – Bolmens Järnväg, ViBJ
- Karlshamn – Vislanda – Bolmens Järnväg, KVBJ
- Halmstad-Bolmens Järnväg, HBJ